# Sant Gregori
|  | Per a altres significats, vegeu «Sant Gregori (desambiguació)». |

Sant Gregori és un municipi de la comarca del Gironès. Al terme d'aquest municipi hi ha la muntanya de Sant Grau (ermita de Sant Grau i castell de Tudela), el santuari de Santa Afra, el Casal dels Margarit (també conegut com el Castell de Sant Gregori) o el Castell de Cartellà. També és membre de la Mancomunitat de la Vall de Llémena a més de ser el primer poble d'entrada a la Vall de Llémena a tan sols set quilòmetres de la ciutat de Girona. Amb una extensió de 49,17 km² i situat a 112 metres sobre el nivell del mar, Sant Gregori és al nord del Gironès. Limita al sud amb els municipis de Salt i Bescanó, a l'est amb Sarrià de Ter, Girona i Sant Julià de Ramis, al nord amb Canet d'Adri i Palol de Revardit i a l'oest amb Sant Martí de Llémena i Sant Julià del Llor i Bonmatí. Sant Gregori inclou, així mateix, els pobles de Cartellà, Sant Medir, Ginestar, Constantins i part dels nuclis de Taialà i Domeny. Avui dia, doncs, els límits del terme agermanen set pobles en un municipi.
En disseminat, escampats per tot el terme, formant petits llogarets constituits per cases de nova planta i antics masos i masies, hi ha llocs com Argelaguet, les Cases Noves, Cal Corder o la Vileta.
La riera de Llémena travessa el terme prenent la direcció de nord-oest a sud-oest, deixant a ponent, un espai més muntanyós que arriba fins a la serra de Sant Grau i, a llevant, un ampli territori de menys alçada i més planer que té usos agrícoles anomenat pla de Sant Gregori. El conjunt de pobles del terme municipal de Sant Gregori constitueix un mosaic de paisatges més aviat preservats de la mà humana, bucòlics i diversificats, amb una elevada presència de camps de conreu drenats per l'aigua de les rieres i de boscos mediterranis. Sant Gregori gaudeix d'un ric patrimoni cultural
d'ermites, castells, masos medievals, molins, fonts i molts altres indrets que expliquen la cultura i la història del nostre país.

## Geografia i medi ambient
Sant Gregori és un municipi característic pel seu paisatge i el seu ambient rural; element que encisa a molts dels habitants que escullen el poble per venir a viure-hi, a tan sols 7 km de la capital de Girona.
Amb quasi 50 km² de superfície, coberts en la seva majoria per zones de bosc i conreu, Sant Gregori disposa d'un gran recurs natural que esdevé motiu d'orgull per al municipi, en tant que millora la qualitat de vida dels seus habitants, no només a nivell ambiental, sinó també vital, representant per a la població un gran espai lúdic i de coneixement.
- Meteorologia
Sant Gregori es localitza a la regió mediterrània i per això es caracteritza pel clima humit amb estius calorosos i eixuts i pels seus hiverns suaus.
A Sant Gregori, la presència de la muntanya de Sant Grau a l'oest, juntament amb el Massís de Rocacorba al nord confereixen al territori unes condicions de clima subhumit amb una gran influència per part del clima humit localitzat més al nord.
Tant a la plana com a les valls, les inversions tèrmiques són un fet comú durant el període hivernal, que poden desembocar en la formació de boires. El més freqüent és que es produeixin de matinada abans de la sortida del sol i coincideix amb períodes de calma atmosfèrica.
El fet que les inversions tèrmiques siguin més importants durant l'hivern és perquè en aquesta època hi ha un refredament més gran de la superfície del sòl i les temperatures mínimes solen baixar per sota dels 0 °C, mentre que a l'estiu les temperatures són més suaus.
Les temperatures mitjanes anuals oscil·len entre els 7,4 °C durant l'hivern i els 22,7 °C a l'època més càlida. Les temperatures enregistrades presenten uns valors suaus, ja que durant l'època estival s'obtenen uns valors mitjans d'entre 21,5 i 22,7 °C i durant els mesos freds aquests valors oscil·len entre els 7,4 i els 9,5 °C. La temperatura mitjana indica un període de temperatures elevades que es comença a produir durant l'estiu i que troba el seu màxim al juliol, a partir del qual comença el descens fins a l'hivern.
Per al que fa a les precipitacions, el període de sequera comprèn els mesos de juny, juliol i agost. Per bé que aquest període és relativament curt i les precipitacions durant la resta de l'any són abundants degut al tipus de clima, l'afectació de la sequera no és molt pronunciada.
Segons l'evolució anual de les precipitacions es distingeixen dos períodes de pluges típics del clima mediterrani, un durant la primavera i l'altre durant la tardor. El que es produeix durant la primavera és més llarg i comença a finals d'hivern fins a principis de juny, tot i que la màxima incidència es produeix durant l'abril i el maig amb unes precipitacions al voltant dels 100 mm cada mes. Per altra banda, el que es dona a la tardor és intens però més curt, ja que es concentra majoritàriament durant el mes d'octubre.
La humitat relativa que presenta Sant Gregori és relativament elevada al llarg de tot l'any. Amb uns valors d'entre 80 i 90% durant els períodes més freds (tardor i hivern) i amb mínims relatius durant l'estiu i amb un mínim absolut durant l'agost degut a l'augment de les temperatures i la disminució de les precipitacions. Els valors que s'assoleixen a l'estiu es troben al voltant del 70%, de tal manera que la zona encara es veu influenciada per les serralades properes localitzades a l'oest i al nord-oest com el massís de Rocacorba.

## Història
Les referències més antigues dels primers pobladors de San Gregori es remunten a 500.000 i 400.000 anys d'antiguitat, al Paleolític Inferior. Posteriorment, s'han trobat indicis al cim de Sant Grau de l'existència d'un poblat ibèric als segles iii i II ac, així com restes romanes que evidencien els primers assentaments a la plana de Sant Gregori.
A partir del S. IX trobem les primeres notícies documentals sobre Sant Gregori, i l'organització de les poblacions al voltant de les parròquies, en plena edat mitjana i que al s. XI donaria pas al feudalisme i els dominis senyorials.
L'any 1800 els diferents pobles d'aquest municipi eren independents, però més endavant, el 1846, Sant Gregori els va incorporar al seu terme per la política de reducció del número de municipis.
Al segle xix començà a formar-se l'actual nucli urbà de Sant Gregori, a frec del vell camí ral de Girona a Sant Martí de Llémena, i que passava per l'actual carrer de Baix. Durant la República passa a denominar-se Tudela de Ter. Amb la guerra civil, Sant Gregori com d'altres poblacions, pateix greus danys en el seu patrimoni. En el llibre de Joan Canadell i Plana, Apunts d'una silenciosa dissidència es fa una aproximació biogràfica a aquest període.
Amb la democràcia el municipi assumeix un important creixement urbà i demogràfic que ha afavorit la dotació de serveis públics i l'activitat empresarial de Sant Gregori, assumint la funció de capitalitat en una zona de gran valor natural i paisatgístic com és la Vall de Llémena.

## Demografia
| 1497 f | 1515 f | 1553 f | 1717 | 1787  | 1857  | 1877  | 1887  | 1900  | 1910  |
| ------ | ------ | ------ | ---- | ----- | ----- | ----- | ----- | ----- | ----- |
| 117    | 139    | 128    | 640  | 1.096 | 2.283 | 1.785 | 1.881 | 1.861 | 1.862 |

| 1920  | 1930  | 1940  | 1950  | 1960  | 1970  | 1981  | 1990  | 1992  | 1994  |
| ----- | ----- | ----- | ----- | ----- | ----- | ----- | ----- | ----- | ----- |
| 1.876 | 2.142 | 2.014 | 2.140 | 3.840 | 6.469 | 1.625 | 1.857 | 1.895 | 1.895 |

| 1996  | 1998  | 2000  | 2002  | 2004  | 2006  | 2008  | 2010  | 2012  | 2014  |
| ----- | ----- | ----- | ----- | ----- | ----- | ----- | ----- | ----- | ----- |
| 2.130 | 2.214 | 2.335 | 2.509 | 2.705 | 2.951 | 3.068 | 3.243 | 3.343 | 3.464 |

| 2016  | 2018  | 2020  | 2022  | 2024  | 2026 | 2028 | 2030 | 2032 | 2034 |
| ----- | ----- | ----- | ----- | ----- | ---- | ---- | ---- | ---- | ---- |
| 3.553 | 3.740 | 3.928 | 4.085 | 4.243 | -    | -    | -    | -    | -    |

| Entitat de població    | Habitants (2024) |
| Sant Gregori           | 3.440            |
| Sant Medir de Cartellà | 203              |
| Taialà                 | 168              |
| Cartellà               | 150              |
| Ginestar               | 136              |
| Domeny                 | 86               |
| Constantins            | 61               |
| Font: Idescat          |                  |

## Pobles del municipi

### Sant Gregori
L'origen antic del poble el trobem al veïnat de l'església, on s'aixeca l'església parroquial (primera referència de l'any 882). Destaca, emperò, com a edifici emblemàtic, el Castell de Sant Gregori, antiga propietat dels Margarit, un gran casal fortificat refet els segles XVI-XVII. A 1 km del veïnat es troba el nucli urbà, que s'ha anat formant a l'entorn de la carretera de Girona a les Planes. Sant Gregori està situat a sota del Puig de Sant Grau. A la muntanya de Sant Grau, hom pot trobar restes de l'antic castell de Tudela segles x i xi, i de la capella de Sant Grau (ambdues edificacions situades en el cim estratègic del mont). Són les dues restes de construccions més antigues.
Sant Gregori exerceix la capitalitat de la vall, atès que és el municipi amb el major nombre d'habitants i que concentra al seu nucli urbà l'activitat comercial i els principals equipaments i serveis públics per a la ciutadania, com ara el consultori mèdic, la biblioteca municipal, l'escola, la llar d'infants i el conjunt d'instal·lacions esportives.

### Cartellà

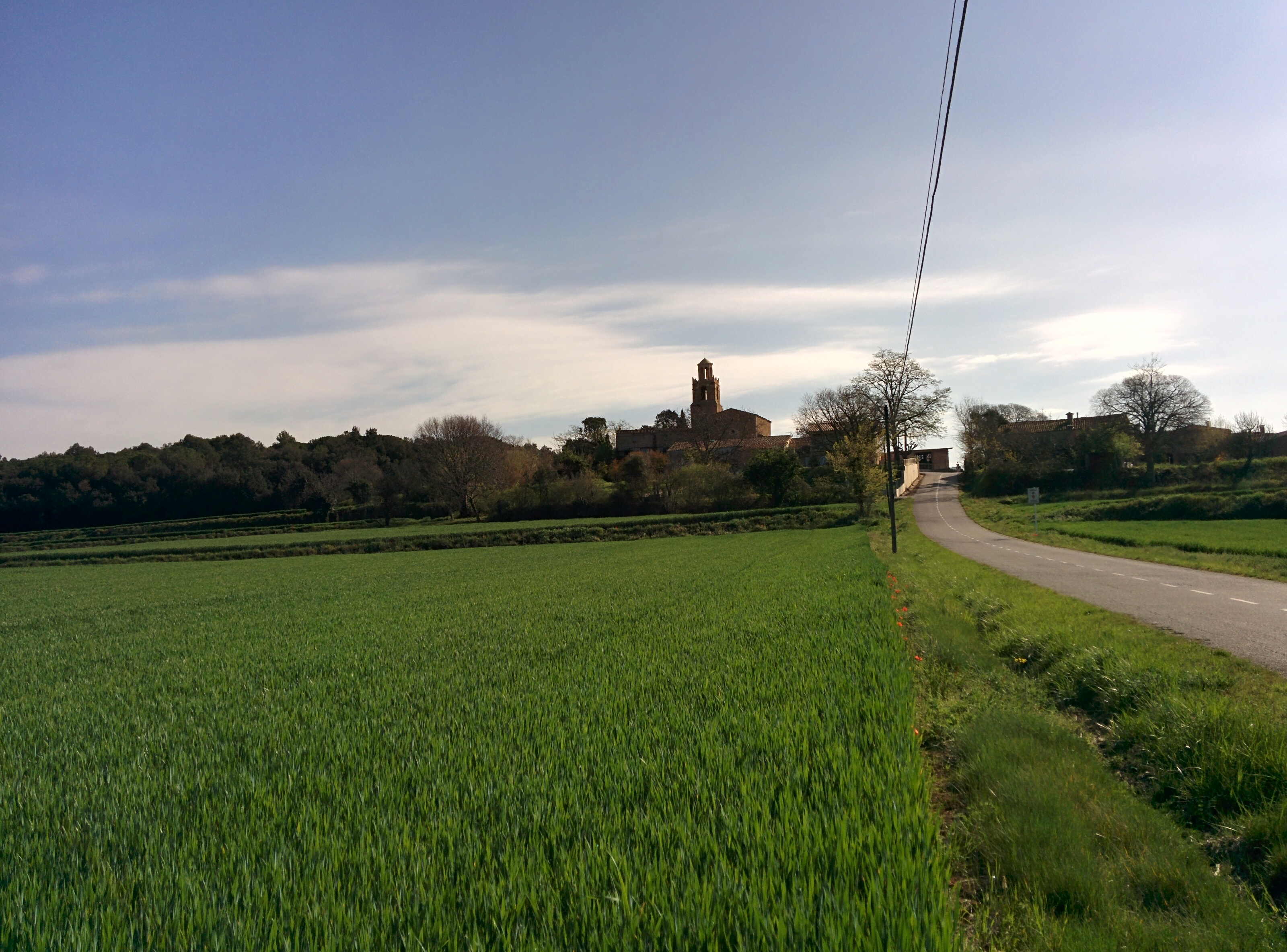
El poble de Cartellà amb l'església de Sant Feliu

El poble de Cartellà se situa al nord del terme municipal, limita amb Canet d'Adri i és travessat pel torrent de Gàrrep. Consta d'un conjunt nombrós de masies rodejades de camps de conreu i de retalls de bosc d'alzines sureres i pins blancs. El poble té com a edifici central l'església de Sant Feliu de Cartellà, edificada el segle xviii i ha estat vinculat a la història del castell de Cartellà, citat el 1238 i típica fortalesa medieval voltada d'un fossat natural.

### Constantins
Constantins se situa al vessant de ponent i a set quilòmetres de Sant Gregori, molt a la vora de Sant Julià de Llor i Bonmatí, a la banda esquerra del riu Ter. Igual que Cartellà, el topònim de Constantins revela una antiga colonització romana, que degué rebre el nom d'un personatge romà dit “Constantí”. De Constantins destaca el seu valor paisatgístic, amb boscos d'alzines i sureres, així com unes bones terres de conreu, tot i que, de temps ençà, el poble ha viscut un important despoblament; les poques edificacions en són el clar exemple. El principal patrimoni de Constantins està format per l'església de Sant Vicenç de Constantins (1182) i la capella romànica de Santa Maria de Calders (s.XII).

### Domeny
Domeny és el primer poble de Sant Gregori que trobem quan venim de Girona per la carretera de les Planes. Es troba a uns tres quilòmetres del nucli urbà, ubicat en un pla molt propici per l'augment poblacional que prové de la capital gironina. El poble està separat per l'autopista A-7, de tal forma que la meitat oest pertany a Sant Gregori i l'altra a Girona des de l'any 1974.

### Sant Medir
Sant Medir està situat al nord-est del municipi, en un sector accidentat abocat per ponent al pla de Cartellà. Immers en una natura d'alzines i pins, trobem l'església de Sant Medir, l'origen de la qual es troba en una comunitat monàstica establerta en aquestes contrades el segle ix, fins que el 949 es traslladà a Amer.

### Taialà
Taialà és el nucli més pròxim a Girona, situat a l'est de Sant Gregori. L'any 1974 Taialà, com Domeny, va veure com una part del seu poble quedava annexionat al terme municipal de Girona. La part del nucli de Sant Gregori està format per un mosaic de bosquines i camps de conreu coronats per masos que sobresurten a banda i banda de la riera de Bullidors. L'església de Sant Narcís i la torre de Taialà presideixen el nucli.
Igual que Domeny, va viure l'annexió d'una part del seu nucli al municipi de Girona, incloent l'antic territori de Sant Ponç de Fontajau, que pertanyia al terme de Sant Gregori. El nucli urbà del poble es complementa amb diferents masos escampats pel voltant a banda i banda de la riera dels Bullidors. I d'una forma majestuosa, s'alcen dos del patrimonis més significatius del poble: l'Església de Sant Narcís de Taialà i la Torre de Taialà, fortificació amb orígens del segle xi, la qual va adquirir la funció de convent dels caputxins on es va acomodar el quarter general que va establir l'exèrcit francès al poble durant la Guerra del Francès. Així que és una part significativa pel poble, ja que narra un fet important de la nostra història.
En temps recents, a la carretera de Taialà, concretament a Can Sunyer, hi ha el conegut restaurant el Celler de Can Roca, el qual ha rebut un ampli reconeixement internacional a la seva cuina d'autor (ara forma part del municipi de Girona però antigament formava part del terme de Sant Gregori).

### Ginestar
Ginestar és un petit poble situat a uns quatre quilòmetres de Sant Gregori, al nord-oest del seu terme municipal. És un sector força accidentat que s'ubica a la dreta de la riera de Llémena. Limita al nord amb el municipi de Sant Martí de Llémena. L'origen etimològic de Ginestar prové dels topònims Ginestario o Genestario, i significa un lloc amb abundància de ginesta. L'església parroquial de Santa Maria i el santuari de Santa Afra s'erigeixen com a elements arquitectònics més rellevants del nucli de Ginestar. El Santuari de Santa Afra corona tot el pla de Sant Gregori i apropa als seus visitants les excel·lències del paisatge de la Vall de Llémena. Molt a prop del santuari es troba l'oratori de la Mare de Déu de Fàtima, per on passa l'antic camí ral que anava de Girona a la vall de Llémena. S'hi poden veure les roderes que deixaren al llarg de dècades els carruatges que pujaven a la vall.

## Cultura i tradicions
Cada any, en col·laboració amb les entitats del municipi, s'organitza un ampli programa d'activitats culturals de les que podreu trobar tota la informació referent en aquest espai dedicat a la cultura de Sant Gregori. Aquestes activitats són, per una banda, de caràcter divulgatiu i informatiu, com la Revista 7 en 1, o de caràcter lúdic i formatiu, com les projeccions de cinema, les obres de teatre, els tallers educatius, els cursos de formació, els concursos literaris, així com un important ventall de celebracions i festivitats a les que esteu convidats a participar.
Festes
Sant Gregori ofereix un ampli ventall de propostes lúdiques al llarg de tot l'any, amb un calendari ple de celebracions ancestrals i noves festivitats que s'hi afegeixen en el present.
- Aplec de Sant Gregori: segon diumenge de març. Una jornada festiva plena d'activitats organitzades per l'Associació de Sardanistes de la Vall del Llémena i per l'Ajuntament de Sant Gregori. En aquestes activitats podem trobar: parades, trobada de puntaires, missa, audició de sardanes i exhibició de colles improvisades.
- Mostra d'espectacles familiars de petit format: abril-maig. L'activitat es planteja com una mostra en la qual el públic familiar i els professionals del sector puguin veure durant el mínim temps el màxim nombre possible d'espectacles infantils de petit format i gaudir alhora de l'entorn que ofereix la vall de Llémena. Ofereix a les companyies interessades un espai per a la seva promoció. La mostra es caracteritza per seleccionar diversos espectacles per infants de 0-3 anys i alhora tenir representativitat de companyies, gironines, catalanes, nacionals i internacionals. Oferint al públic del Gironès i comarques veïnes la possibilitat de disposar d'espectacles de molta qualitat curosament seleccionats. El 2010, celebràvem 5 anys del seu naixement, consolidant-se com una mostra important en el sector familiar. Alhora que es va dotant al poble de Sant Gregori d'una activitat que contribueix a la creació  cultural i a la formació d'un futur públic entre la gent jove del municipi. Anar dotant d'infraestructura teatral el poble de Sant Gregori i donant a conèixer l'entorn del poble de Sant Gregori i de la vall de Llémena.
- TEAM, Mostra de Teatre Amateur de Sant Gregori. Als dissabtes dels mesos d'abril i maig, amb la participació de companyies de teatre amateur de les comarques gironines.
- Festa del Roser de Ginestar: diumenge més proper al 23 d'abril
- Festa del Roser de Cartellà: segon diumenge de maig
- Festa Remença: darrer cap de setmana de maig. La Festa Remença és una festa popular que organitza la Mancomunitat de la Vall de Llémena i els quatre Ajuntaments de la Vall, juntament amb més de 100 voluntàries i voluntàries de les entitats socials i culturals de la vall. La Festa Remença rememora els fets històrics de les revoltes remences que es van viure a la Vall de Llémena durant l'edat mitjana entre els pagesos d'aquestes terres i els senyors feudals. Representació teatral, danses populars i quadres costumistes, juntament amb tastet de plats remences, són els principals actes d'aquest esdeveniment supramunicipal que aplega al seu entorn la població de la vall.
- Festa major de Sant Gregori: tercer cap de setmana de juliol. Festa organitzada per la comissió de festes del poble i amb el suport de l'ajuntament. Se celebra el tercer cap de setmana de juliol i comprèn des del divendres fins al dilluns. El primer dia, el divendres, se sol fer el pregó i un sopar de germanor. Durant el divendres, dissabte i diumenge a la nit venen convidades orquestres o bandes musicals per animar la vetllada mentre es sopa i posteriorment per a ballar. També s'ofereix un ventall d'activitats tant esportives; Futbol, Ciclisme, Tennis, Gimnàstica, Patinatge i Petanca, o com exposicions, gimcanes rurals, animació infantil o atraccions.
- Nits fresques: juliol-agost. Durant els mesos de juliol i agost l'àrea de cultura de l'Ajuntament de Sant Gregori ve oferint des del 2005 diverses propostes per tal que la població en pugui gaudir a la fresca. Al juliol tenim el Cinema a la Fresca a la Piscina de Sant Gregori i el Festival Emergent I durant el mes d'agost cada dijous a la plaça del poble es pot gaudir de diversitat d'actuacions. Com country i sardanes, balls tradicionals, festival de guitarra i/o la nit de Tast que es realitza a la plaça Rafael Masó.
- Festa Major de Cartellà: últim diumenge de juliol o primer diumenge d'agost -
- Aplec de Santa Afra: 5 d'agost
- Festa Major de Ginestar: primer o segon diumenge d'agost.
- Festa Major de Domeny: tercer diumenge d'agost
- Festival de tardor: setembre-octubre. Concerts de música clàssica a diverese esglésies del municipi
- Festa Major de Constantins: segon diumenge de setembre
- Festa major de Taialà: tercer cap de setmana de setembre
- Festa Major de Sant Medir: segon cap de setmana d'octubre
- Aplec de Sant Grau: 12 d'octubre. És una de les celebracions més concorregudes a Sant Gregori, amb dinar de germanor i repartiment de vi i castanyes. A l'aplec de Sant Grau les pubilles hi concorrien també per demanar casador, tal com diu l'adagi popular: “Sant Grau, deu-me marit si us plau;que sia pobre, que sia ric, mentre sia un bon marit”
- Festa del Roser de Sant Gregori: diumenge després de Pasqua
- Fira del Pa i la Xocolata de Sant Gregori: 3r diumenge de novembre. La fira del pa i la xocolata és un espai divers on podrà trobar varietat de productes relacionats amb la xocolata i el pa, dirigit a la mostra i compra-venda de productes artesanals. Artesans, elaboradors i botigues, en especial, però també distribuïdors, tant de xocolata i pa, com d'altres productes vinculats, poden tenir la seva cita a la Fira del Pa i donar a conèixer les seves diferents marques i varietats entre el públic gironí. La fira del pa i la xocolata es presenta, alhora, com una festa popular. Es programa una variada oferta d'activitats lúdiques que tenen en el pa i la xocolata els principals elements de dinamització i que s'acompanyaran d'altres esdeveniments (tallers, exposicions, degustacions, concursos, etc.).

MITJANS DE COMUNICACIÓ

### Ràdio
Sant Gregori gaudeix d'una ràdio municipal anomenada “Ràdio Sant Gregori”, aquesta va iniciar les seves emissions regulars el 9 de gener de 1999 amb la realització d'un programa especial que va servir per inaugurar oficialment l'emissora. A partir d'aquella data, i fins al dia d'avui, el gruix de la programació es basa principalment en la música de tots els temps. Així, depenent de la franja horària, Ràdio Sant Gregori emet un tipus o un altre de música. A més, de forma diària, de dilluns a divendres a partir de les 9 del vespre, es fan diversos programes realitzats per col·laboradors. Destacar també, un informatiu quinzenal que s'emet els caps de setmana i que fa un repàs a l'actualitat de Sant Gregori i de la resta de municipis de la Vall de Llémena.
La ràdio emet en el dial 107.9 FM. També es pot escoltar per streaming pel següent enllaç: http://www.santgregori.cat/radio_streaming/ Arxivat 2015-06-01 a Wayback Machine..

### Revista 7 en 1
Revista d'àmbit municipal de publicació periòdica que informa sobre l'actualitat del municipi.

## Política

### Alcaldes
- Joan Vila i Solà (4 d'abril de 1924),
- Joan Torrent i Prat (12 de maig de 1929),
- Joan Carreras i Llach (26 de febrer de 1930),
- Joan Carreras i Carbonell (3 de gener de 1932),
- Joan Fàbregas i Serrat (25 de maig de 1933),
- Josep Ros i Vilanova (1 de febrer de 1934),
- Joan Torrent i Jordà(19 de juny de 1935)
- Francesc Ribes i Bosch (18 de juliol de 1936),
- Llorenç Rovira i Vendrell (13 d'agost de 1936) (alcalde 1a designació)
- Isidre Fàbregas i Masdevall (20 d'octubre de 1936) (alcalde 2a designació)
- Josep Puig i Boubés (26 de desembre de 1936) (alcalde 3a designació)
- Joan Fàbrega i Serrat (23 de juliol de 1937),
- Joan Solà i Vila (5 de juny de 1938),
- Joan Suñer i Juandó (12 de febrer de 1939)(president Comissió Gestora),
- Joan Suñer i Juandó (18 de febrer de 1939),
- Joan Carreras i Carbonell (12 de novembre de 1939),
- Miquel Carreras i Turon (7 de juliol de 1957) (alcalde accidental per malaltia del titular),
- Josep Vidal i Solergastó (2 de febrer de 1958),(alcalde accidental per malaltia del titular)
- Josep M. Quintanas i Ventulà (26 d'octubre de 1958),
- Josep Motjé i Sala (19 de novembre de 1961),
- Emili Caula i Quintanas (28 de juny de 1962),
- Josep Geli i Bosch (14 de novembre de 1975),

Alcaldes escollits democràticament després de la dictadura
- Ramon Vidal i Sabatés (19 d'abril de 1979)
- Joaquim Vidal i Perpinyà (24 de maig de 1983),
- Lluís Ferrer i Prat (7 d'octubre de 1994),
- Jordi Noguer i de Palol (14 de juny de 2003),
- Joaquim Roca i Ventura (2 de juliol de 2013)

### Composició consistori
|                                                  | 1979 | 1983 | 1987 | 1991 | 1995 | 1999 | 2003 | 2007 | 2011 | 2015 | 2019 |
| CIU                                              |      | 5    | 8    | 7    | 8    | 9    | 6    | 7    | 8    | 7    | 8    |
| Indep/ PSC-PM                                    |      |      |      | 2    |      | 2    | 3    | 2    | 1    |      |      |
| ERC-AM                                           |      |      |      |      | 3    |      | 2    | 2    | 2    | 2    | 2    |
| CUP-PA                                           |      |      |      |      |      |      |      |      |      | 2    | 1    |
| Candidatura Progressista/ Plataforma progressita | 5    | 4    | 1    |      |      |      |      |      |      |      |      |
| Centristes de Catalunya-UCD                      | 4    |      |      |      |      |      |      |      |      |      |      |

## Instal·lacions esportives

### Pavelló
El pavelló poliesportiu està situat dins el nucli urbà i gaudeix d'una àmplia zona d'aparcament. En aquesta instal·lació d'una superfície de 1.416 m2 s'hi diferencien tres zones: la pista poliesportiva de ciment pintat amb una pista central de futbol sala i una de bàsquet, la zona del gimnàs de terra de parquet, subdividit amb tres parts (tatami, gimnàs per manteniments i gimnàs amb aparells per gimnàstica artística) i una sala de tonificació amb aparells específics.

### Camps de futbol
La zona del camp de futbol hi trobem un camp de gespa artificial d'uns 100 x 50 metres amb una generosa zona verda que voreja el terreny de joc, 4 vestidors de jugadors, oficina, bar i graderies.

### Pistes tennis
Es disposa de dues pistes de tennis quick tancades. Per utilitzar-les cas ser soci i demanar hora a l'Ajuntament que és qui en gestiona l'activitat particular. S'hi fan cursets per a tots els nivells i també dos tornejos (Open de tennis).

### Piscines
Les instal·lacions de la piscina municipal tenen una extensió de 8.000 m². Podem trobar la piscina gran de 25 x 12’5 metres, la piscina petita de 12’5 x 8 metres amb una fondària de 0’70 metres i la circular pels més petits. Es disposa d'una àmplia i espectacular zona de gespa i pins al voltant de les piscines, a més dels serveis de vestidors i de bar-restaurant. Les piscines estan obertes el període d'estiu.

### Pistes a l'aire lliure
Dins el nucli urbà trobem tres pistes poliesportives on es poden practicar diferents activitats esportives de forma lliure. Aquestes són : plaça Miquel Martí i Pol (amb quatre cistelles), la pista del sector Ponent (amb quatre cistelles) i la de la zona Sud (en construcció).

### Pista d'skate (half pipe)
Es tracta d'un equipament de ciment fi preparat per practicar-hi skate i patins en les modalitats de rampa i freestyle.

### Zona de la Pineda
La Pineda, d'uns 68.000 m2, és una zona ombrívola amb un sotabosc net i adequat per passejar.

### Zona de petanca
A la zona Sud hi ha 2 pistes de petanca.

### Taula de tennis taula exterior
La taula de tennis taula es troba a la plaça Miquel Martí i Pol.

### Itineraris de St. Gregori (a peu o BTT)
L'any 2007 s'ha publicat la “Guia d'itineraris” Descobreix Sant Gregori (I) amb la intenció de donar a conèixer més els voltants de Sant Gregori amb uns itineraris senyalitzats que es poden fer a peu o amb BTT.

### Itineraris saludables
L'any 2011 amb la col·laboració de Dipsalut s'han marcat 3 recorreguts en xarxa al voltant de Sant Gregori amb un quilometratge màxim de 10 quilòmetres per fer a peu o  corrent. Mapa recorreguts

### Parc Urbà de Salut
Situat a la zona de la Plaça Francesc Macià està proveït amb 8 aparells per realitzar diferents exercicis. Apte per a totes les edats a partir de 12 anys.

### Centre BTT / local Tennis
Inaugurat l'any 2010. Disposa d'una sala cedida al club ciclista local i una petita sala cedida al club de tennis. També hi podem trobar dos vestidors. Està situat a la zona esportiva de la Pineda (costat del Camp de Futbol).

### Rutes BTT
Les rutes de BTT depenen del Consells Comarcals de cada zona i són circuits senyalitzats i preparats per circular amb bicicleta des d'un caire més esportiu. A St. Gregori tenim un punt d'informació i també de partida de dos circuits; el circuit 4, que recorre Canet d'Adri i el pla de Cartellà, i el circuit 5, de gran dificultat que puja fins a St. Grau.

### Plaça Francesc Macià
Plaça Francesc Macià és una plaça de Sant Gregori, també coneguda com a plaça dels reis mags, ja que al 5 de gener, sa majestats reparteixen llaminadures als nens i xocolata calenta als pares. També es fa foc. Durant la resta de l'any, és una plaça on es fan activitats al aire lliure.

## Llocs d'interès
- Escoles Agustí Gifré: monument del municipi, protegit com a bé cultural d'interès local. El projecte fou redactat per Rafael Masó i Valentí.